# Leptis Parva
Leptis Parva (Leptis Minor) – starożytne miasto, jedna z młodszych kolonii fenickich. Później jedno z ważniejszych miast Afryki Prokonsularnej. Znajdowało się ono nad zatoką Chalidż al-Hammamat, nad Morzem Śródziemnym. W niewielkiej odległości od Leptis Parva znajdowała się inna kolonia fenicka – Tapsos. Badania prowadził tam William Flinders Petrie.
Obecnie w tym miejscu istnieje miejscowość Lamta.